# Partij voor Integriteit, Nationale motivatie en Gelijke kansen
De Partij voor Integriteit, Nationale motivatie en Gelijke kansen (PING) was een politieke partij in Suriname.

## Geschiedenis
PING werd op 20 maart 2014 opgericht door de Ramsoender Jhauw, de eigenaar van Suri Shopping. Bij de proclamatie van de partij verkondigde hij dat hij tot deze stap was overgegaan nadat hij door God geroepen zou zijn om president van het land te worden. Met de partij wilde hij corruptie in Suriname uitbannen. Zijn strijd tegen corruptie begon hij enkele maanden eerder, toen hij zich bedonderd voelde bij een aanbesteding van de brandweer. Hierop schreef hij in met de laagste prijs, maar kreeg de gunning toch niet. Volgens Jhauw was er sinds 2013 sprake van een overheidsboycot nadat hij de regering in de verlegenheid had gebracht met de onthulling van enkele corruptievoorvallen.
In juli werd het partijcentrum van PING geopend in de wijk Latour in Paramaribo. Om zich te registreren lukte het hem om de drempel te behalen door 1 procent van de Surinaamse bevolking in te schrijven als lid van de partij. De registratie bij de KKF deed Jhauw in maart 2015 met veel opzien door met brassband en danseressen een lijst van 6500 leden te deponeren. Tijdens de verkiezingen van 2015 deed de partij mee in zes districten, namelijk; Paramaribo, Wanica, Commewijne, Para, Coronie en Brokopondo. Echter behaalde de partij slechts 314 stemmen en kwam daardoor niet in De Nationale Assemblée terecht. Ook hierna zet Jhauw zich nog in tegen corruptie, waarvan hij met name de regering Bouterse beticht.